# Volvo Concept XC Coupé

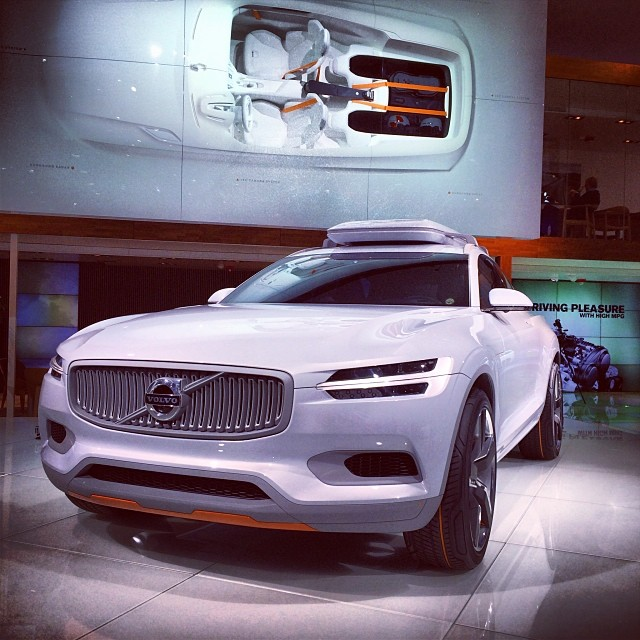
Volvo Concept XC Coupé på bilsalongen I Detroit 2014.

Volvo Concept XC Coupé är en konceptbil som Volvo Personvagnar presenterade på bilsalongen i Detroit i januari 2014.
Concept XC Coupé är den andra av tre planerade konceptbilar ritade av Volvos designchef Thomas Ingenlath som ska peka ut vägen för Volvos kommande designspråk. Den grundläggande designen är gemensam med den tidigare Concept Coupé och konceptbilen liknar mer en modern tolkning av 1800 ES än den kommande andra generationen XC90.  Bilen bygger på Volvos nya bottenplatta Scalable Product Architecture (SPA) som kommer att utgöra den tekniska grunden för alla Volvomodeller.